# いい遺言の日
いい遺言の日（いいいごんのひ）とは、日本で夫婦間での遺産や相続に対する関心を高めるために制定された記念日である。11月15日。

## 概要
この記念日は家庭内での遺産相続をめぐるトラブルを防ぐためにりそな銀行が2006年（平成18年）11月に制定したもので、日本記念日協会の認定を受けている。また、この記念日の制定とあわせて、夫婦の遺言週間（11月15日～22日）も制定された。なお、日本財団が、同じく日本記念日協会の認定を受けて、１月５日を「遺言の日」として制定している。